# 顯赫笛鯛
顯赫笛鯛，為輻鰭魚綱鱸形目鱸亞目笛鯛科的其中一種，分布於西印度洋區，包括莫三比克、馬達加斯加、南非、留尼旺、模里西斯等海域，棲息深度10-50尺，體長可達25公分，生活在珊瑚礁，屬肉食性，以魚類及甲殼類為食，可做為食用魚。

## 擴展閱讀
維基物種上的相關：顯赫笛鯛